# Индепенденс (шаттл)
«Индепенденс» (англ. Independence, МФА: — Независимость), ранее известен как "Эксплорер" — полномасштабная, высококачественная копия спейс шаттла. В NASA имеет обозначение OV-100 (Orbiter Vehicle — 100). Шаттл был создан в городе Апопка, Флорида и установлен в демонстрационном комплексе Космического центра Кеннеди в 1993 году. С 2012 года находится в Космическом центре Хьюстона. «Эксплорер» был построен с использованием схем, чертежей и архивных документов, предоставленных NASA. Хотя многие из составляющих шаттла являются ненастоящими, но колёсные шины, закреплённые на шасси, являются подлинными. Длина модели составляет 37,4 метров, высота 16,4 метров, а размах крыльев 23,7 метров.
В 2013 году Космический центр Хьюстона объявил,что приобрел NASA 905 - один из двух модифицированных Boeng 747,модификация которых предназначалась для перевозок шаттлов.На приобретенный самолет планировалось установить экспонат.В честь этого,было объявлено о конкурсе на новое наименование шаттла,проходившего с 4 июля по 2 сентября 2013 года.Было принято более 10 тысяч заявок.5 октября было выбрано новое имя - "Индепенденс".
Внутренние детали модели являются неточными, но размер и объём грузового отсека является таким же, как и у настоящего спейс шаттла.